# Lambert
A Lambert német eredetű férfinév, jelentése: ország + fényes, híres.  Női párja: Lamberta.

## Gyakorisága
Az 1990-es években szórványos név, a 2000-es években nem szerepel a 100 leggyakoribb férfinév között.

## Névnapok
- április 16.[2]
- április 18.[2]
- június 22.[2]
- szeptember 17.[2]

## Híres Lambertok
- Szent Lambert
- Lambert magyar herceg, I. Béla király fia
- Lambert Wilson színész